# العلاقات الدومينيكية القطرية
العلاقات الدومينيكية القطرية هي العلاقات الثنائية التي تجمع بين دومينيكا وقطر.

## مقارنة بين البلدين
هذه مقارنة عامة ومرجعية للدولتين:
| وجه المقارنة                                              | دومينيكا              | قطر           |
| --------------------------------------------------------- | --------------------- | ------------- |
| المساحة (كم2)                                             | 751                   | 11.44 ألف     |
| عدد السكان (نسمة)                                         | 73.92 ألف             | 2.64 مليون    |
| الكثافة السكانية (ن./كم²)                                 | 9.84 ألف              | 230.77        |
| العاصمة                                                   | روسو                  | الدوحة        |
| اللغة الرسمية                                             | لغة إنجليزية          | اللغة العربية |
| العملة                                                    | دولار شرق الكاريبي    | ريال قطري     |
| الناتج المحلي الإجمالي (بليون دولار)                      | 562.54 مليون          | 167.61 مليار  |
| الناتج المحلي الإجمالي (تعادل القوة الشرائية) بليون دولار | 789.63 مليون          | 316.40 مليار  |
| الناتج المحلي الإجمالي الاسمي للفرد دولار أمريكي          | 7.12 ألف              | 73.65 ألف     |
| الناتج المحلي الإجمالي للفرد دولار أمريكي                 | 10.88 ألف             | 141.54 ألف    |
| مؤشر التنمية البشرية                                      | 0.724                 | 0.850         |
| رمز المكالمات الدولي                                      | +1767                 | +974          |
| رمز الإنترنت                                              | .dm                   | .qa           |
| المنطقة الزمنية                                           | 00، توقيت أطلنطي موحد | ت ع م+03:00   |

## منظمات دولية مشتركة
يشترك البلدان في عضوية مجموعة من المنظمات الدولية، منها:
| علم المنظمة | اسم المنظمة                        | تاريخ انضمام دومينيكا | تاريخ انضمام قطر |
| ----------- | ---------------------------------- | --------------------- | ---------------- |
|             | يونسكو                             | 9 يناير 1979          | 27 يناير 1972    |
|             | وكالة ضمان الاستثمار متعدد الأطراف | 7 أكتوبر 1991         | 22 أكتوبر 1996   |
|             | الأمم المتحدة                      | 18 ديسمبر 1978        | 21 سبتمبر 1971   |
|             | الاتحاد البريدي العالمي            | ?                     | ?                |
|             | البنك الدولي للإنشاء والتعمير      | 29 سبتمبر 1980        | 25 سبتمبر 1972   |
|             | الاتحاد الدولي للاتصالات           | 28 أكتوبر 1996        | 27 مارس 1973     |
|             | منظمة حظر الأسلحة الكيميائية       | ?                     | ?                |
|             | مؤسسة التمويل الدولية              | 29 سبتمبر 1980        | 11 أكتوبر 2008   |
|             | منظمة التجارة العالمية             | ?                     | ?                |
|             | منظمة الشرطة الجنائية الدولية      | ?                     | ?                |

## وصلات خارجية
- موقع وزارة الخارجية القطرية